# 田中健二
田中 健二（たなか けんじ、1963年 - ）は、日本の演出家。NHK職員。北海道出身。

## 来歴
東京大学文学部仏文科卒業。1987年、NHKに入局。NHK松山放送局、NHK放送センター、NHK名古屋放送局などを経て、2008年にNHK大阪放送局へ異動。現在はNHK第2制作センタードラマ番組部所属。
2011年に連続テレビ小説『カーネーション』でチーフ演出を務め、東京ドラマアウォード2012 演出賞を受賞。2014年、大河ドラマ『軍師官兵衛』のチーフ演出を務める。

## 主な作品

### テレビドラマ
演出
- 検事調書の余白（1996年1月、NHK）
- デュアル・ライフ 危険な愛の選択（1999年2月 - 3月、NHK）
- 定年ゴジラ（2000年2月 - 3月、NHK）
- ドラマ愛の詩 幻のペンフレンド2001（2001年1月 - 3月、NHK名古屋）
- エスパー魔美（2002年1月 - 3月、NHK名古屋）
- 月曜ドラマシリーズ 海図のない旅（2002年1月 - 2月、NHK名古屋）
- 風の盆から（2002年10月19日、NHK名古屋）
- 放送80周年記念橋田壽賀子ドラマ ハルとナツ 届かなかった手紙（2005年10月、NHK）
- 古代史ドラマスペシャル 大仏開眼（2010年4月3日・10日、NHK大阪）
- 連続テレビ小説
  - 純情きらり（2006年、NHK）
    - 純情きらりスペシャル ～桜子と達彦、愛の軌跡～（2006年12月16日、NHK）

  - ウェルかめ（2009年9月 - 2010年3月、NHK大阪）
  - カーネーション（2011年10月 - 2012年3月、NHK大阪）
  - 半分、青い。（2018年4月- 9月、NHK）
  - なつぞら（2019年4月- 9月、NHK）
- 大河ドラマ
  - 風林火山（2007年、NHK）
  - 軍師官兵衛（2014年、NHK）
  - 青天を衝け（2021年、NHK）
- 金曜時代劇
  - 天晴れ夜十郎（1996年9月 - 1997年3月、NHK）
  - 寺子屋ゆめ指南（1997年9月 - 1998年3月、NHK）
  - 人情とどけます～江戸・娘飛脚～（2003年1月 - 3月、NHK）
  - 蝉しぐれ（2003年8月 - 10月、NHK）
- 土曜ドラマ
  - 病院（1996年10月 - 11月、NHK）
  - 実験刑事トトリ（2012年11月 - 12月、NHK）
- プレミアムドラマ
  - 嫌な女（2016年3月 - 4月、NHK BSプレミアム）
- BS時代劇
  - あきない世傳 金と銀（2023年12月 - 2024年2月、NHK BS・NHK BSプレミアム4K）
  - あきない世傳 金と銀2（2025年4月 - 、NHK BS・NHK BSプレミアム4K）
- ドラマ10
  - 燕は戻ってこない（2024年4月30日 - 7月2日、NHK）[2]
  - しあわせは食べて寝て待て（2025年4月1日 - 5月27日、NHK）

プロデュース
- 満天のゴール（2023年、NHK BS4K）

## 受賞歴

### 作品
定年ゴジラ
- 第38回ギャラクシー賞 テレビ部門 選奨

金曜時代劇 蝉しぐれ
- 第30回放送文化基金賞 テレビドラマ部門 本賞
- モンテカルロ・テレビ祭 フィクション部門 最優秀作品賞
- 2004年ABU賞(アジア太平洋放送連合)

連続テレビ小説 カーネーション
- 第49回ギャラクシー賞 テレビ部門 大賞[3]
- 第38回放送文化基金賞 テレビドラマ部門 優秀賞[4]
- 第72回ザテレビジョンドラマアカデミー賞 最優秀作品賞[5]
- 東京ドラマアウォード2012 連続ドラマ部門 優秀賞[6]

### 個人
- 東京ドラマアウォード2012 演出賞（『カーネーション』）